# Теорема Гельфанда — Наймарка
Теорема Гельфанда—Наймарка — два тесно связанных утверждения, описывающие унитальные {\displaystyle C^{*}}-алгебры.

## Первая теорема Гельфанда — Наймарка
Пусть A — унитальная коммутативная {\displaystyle C^{*}}-алгебра. Тогда преобразование Гельфанда {\displaystyle \Gamma _{A}\colon A\to C(\Omega (A))} — изометрический *-изоморфизм.

## Вторая теорема Гельфанда — Наймарка
Для любой {\displaystyle C^{*}}-алгебры A существуют гильбертово пространство H и изометрический *-гомоморфизм {\displaystyle A\to B(H)}. Где B(H) — алгебра непрерывных операторов на H.
Теорема доказана И. М. Гельфандом и М. А. Наймарком в 1943 году.